# Primera División de Dinamarca
- Este artículo se refiere a la Segunda División de Dinamarca, para la liga de primer nivel véase Superliga de Dinamarca y para la tercera división véase Segunda División de Dinamarca.

La Primera División de Dinamarca (en danés: 1. división), conocida también por motivos de patrocinio como NordicBet Liga, es la segunda división del sistema de ligas de fútbol en Dinamarca desde 1991. Desde 1945 hasta 1991 era la competición de más alto nivel de fútbol en Dinamarca. Con la formación de la Superliga Danesa, la Primera División pasó a ser el segundo nivel del fútbol danés.
Los dos equipos mejor clasificados cada año ascienden a la Superliga, mientras que los dos últimos clasificados descienden a la Segunda División de Dinamarca, el tercer nivel de ligas del país.

## Nombre de la liga
Anteriormente, la competición ha sido conocida por otros nombres debido a los patrocinios publicitarios. Estos nombres fueron:
| 1997-98 - 2000-01 | Faxe Kondi Divisionen   |
| 2004-05 - 2006-07 | Viasat Sport Divisionen |
| 2007-08 - 2008-09 | Viasat Divisionen       |
| 2011-12 - 2012-13 | Betsafe Ligaen          |
| 2012-13 - 2014-15 | NordicBet Ligaen        |
| 2015-16           | Bet25 Liga              |
| 2016-17           | NordicBet Liga          |

## Historia
Tras la guerra, el formato de la División de fútbol de primera división en Dinamarca, la "League Championship", donde se volvió con el torneo, ahora llamado la "primera división". había 10 equipos en la primera división una vez más, jugando entre sí dos veces, con el equipo más bajo, siendo relegado. La temporada de 1953-54 vio el primer equipo de fuera de Copenhague ganar el Campeonato danés, cuando Køge Boldklub ganó el título. El título de campeonato no fue reclamado por un equipo de Copenhague en más de diez años, hasta Akademisk Boldklub (AB) ganó la temporada de 1967.
Desde 1958, el Campeonato danés se organizó a través de un año de calendario, y la temporada de 1956-57 duró 18 meses con los equipos jugando entre sí tres veces para un total de  27 partidos. Desde 1958 hasta 1974, el torneo se amplió a 12 equipos, jugando entre sí dos veces para los 22 juegos por temporada cada uno, pero ahora los dos peores equipos descendían. El número de equipos se incrementó a 16 para la temporada de 1975, que resultó en 30 partidos por temporada. En 1986, el número de participantes fue alterado una vez más, esta vez disminuyendo el número de equipos a 14 y el número de juegos a 26.
En 1991, fue creada la Superliga Danesa. Esto significó que la primera división se convirtió en la segunda competición. Junto con la introducción de la Superliga, las mejores ligas danesas cambian a temporadas de otoño-primavera.
En 1996, la 1.ª División tenía su patrocinador del primer nombre, como la Liga recibió el nombre oficial de "Faxe Kondi Divisionen" después de patrocinador principal Faxe cervecería. El contrato de patrocinador terminó en 2001, pero desde 2004 a mediados de 2007 fue nombrada "Viasat Sport Divisionen". El "Sport" se omitió en el cierre de los canales de Viasat Sport-en Dinamarca y la apertura de TV 2 Sport.

## Equipos Temporada 2025-2026
| Club                | Estadio               | Capacidad |
| ------------------- | --------------------- | --------- |
| Aalborg BK          | Aalborg Arena Park    | 16.000    |
| Aarhus Fremad       | Riisvangen Stadium    | 5.000     |
| AC Horsens          | CASA Arena Horsens    | 10,400    |
| Boldklubben af 1893 | Østerbro Stadium      | 7,000     |
| Esbjerg fB          | Blue Water Arena      | 18,000    |
| Hvidovre IF         | Hvidovre Stadion      | 15,000    |
| HB Køge             | Capelli Sport Stadion | 4,000     |
| Hillerød Fodbold    | Hillerød Stadium      | 5,000     |
| Hobro IK            | DS Arena              | 10,700    |
| Kolding IF          | Autocentralen Park    | 10,000    |
| Lyngby BK           | Lyngby Stadion        | 9.680     |
| Middelfart BK       | Middelfart Stadium    | 4.100     |

## Palmarés
| Temporada | Campeón        | Otros ascensos           |
| --------- | -------------- | ------------------------ |
| 1991      | Næstved IF     |                          |
| 1991-92   | Viborg FF      |                          |
| 1991-92   | Brønshøj BK    |                          |
| 1992-93   | Esbjerg fB     |                          |
| 1992-93   | Horsens fS     |                          |
| 1993-94   | Vejle BK       |                          |
| 1993-94   | B.93           |                          |
| 1994-95   | Viborg FF      |                          |
| 1994-95   | Esbjerg fB     |                          |
| 1995-96   | Hvidovre IF    |                          |
| 1996-97   | Ikast FS       |                          |
| 1997-98   | Viborg FF      |                          |
| 1998-99   | OB Odense      |                          |
| 1999-00   | FC Midtjylland |                          |
| 2000-01   | Esbjerg fB     | Vejle BK                 |
| 2001-02   | Køge BK        | FC Nordsjaelland         |
| 2002-03   | Herfølge BK    | Frem Copenhague          |
| 2003-04   | Silkeborg IF   | Randers FC               |
| 2004-05   | SønderjyskE    | AC Horsens               |
| 2005-06   | Vejle BK       | Randers FC               |
| 2006-07   | Lyngby BK      | AGF Aarhus               |
| 2007-08   | Vejle BK       | SønderjyskE              |
| 2008-09   | Herfølge BK    | Silkeborg IF             |
| 2009-10   | AC Horsens     | Lyngby BK                |
| 2010-11   | AGF Aarhus     | HB Køge                  |
| 2011-12   | Esbjerg fB     | Randers FC               |
| 2012-13   | Viborg FF      | FC Vestsjælland          |
| 2013-14   | Silkeborg IF   | Hobro IK                 |
| 2014-15   | Viborg FF      | AGF Aarhus               |
| 2015-16   | Lyngby BK      | Silkeborg IF, AC Horsens |
| 2016-17   | Hobro IK       | FC Helsingør             |
| 2017-18   | Vejle BK       | -                        |
| 2018-19   | Silkeborg IF   | Lyngby BK                |
| 2019-20   | Vejle BK       |                          |
| 2020-21   | Viborg FF      | Silkeborg IF             |
| 2021-22   | AC Horsens     | Lyngby BK                |
| 2022-23   | Vejle BK       | Hvidovre IF              |
| 2023-24   | SønderjyskE    | AaB Aalborg              |

## Títulos por equipo
| Club           | Títulos | Años campeón                                         |
| -------------- | ------- | ---------------------------------------------------- |
| Viborg FF      | 6       | 1991-92, 1994-95, 1997-98, 2012-13, 2014-15, 2021-22 |
| Vejle BK       | 6       | 1993-94, 2005-06, 2007-08, 2017-18, 2019-20, 2022-23 |
| Esbjerg fB     | 4       | 1992-93, 1994-95, 2000-01, 2011-12                   |
| Herfølge BK    | 2       | 2002-03, 2008-09                                     |
| Silkeborg IF   | 2       | 2003-04, 2013-14                                     |
| Lyngby BK      | 2       | 2006-07, 2015-16                                     |
| SønderjyskE    | 2       | 2004-05, 2023-24                                     |
| Næstved IF     | 1       | 1991                                                 |
| Brønshøj BK    | 1       | 1991-92                                              |
| Horsens fS     | 1       | 1992-93                                              |
| B.93           | 1       | 1993-94                                              |
| Hvidovre IF    | 1       | 1995-96                                              |
| Ikast FS       | 1       | 1996-97                                              |
| OB Odense      | 1       | 1998-99                                              |
| FC Midtjylland | 1       | 1999-00                                              |
| Køge BK        | 1       | 2001-02                                              |
| AC Horsens     | 1       | 2009-10                                              |
| AGF Aarhus     | 1       | 2010-11                                              |
| Hobro IK       | 1       | 2016-17                                              |
| AC Horsens     | 1       | 2021-22                                              |